# Korkoro
Korkoro ("Libertad" en romaní) es una película dramática francesa de 2009, escrita y dirigida por Tony Gatlif, protagonizada por los actores franceses Marc Lavoine, Marie-Josée Croze y James Thiérrée. Fue estrenada en el Festival Internacional de Cine de Montreal, donde ganó el Grand Prize of the Americas y otros premios. Asimismo, recibió reseñas mayormente positivas de los críticos, incluyendo elogios por tener un ritmo inusualmente tranquilo a pesar de ser una película sobre el Holocausto. Fue estrenada en Francia como Liberté en febrero de 2010. 
Basada en una anécdota sobre la Segunda Guerra Mundial por el historiador gitano Jacques Sigot, la película está inspirada por la historia real de un gitano que logró escapar de los nazis con la ayuda de algunos franceses amables. Korkoro ha sido denominada «un raro tributo cinemático» a aquellos asesinados en el Porraimos (el Holocausto gitano).

## Trama
En la Francia rural de la Segunda Guerra Mundial, un niño francés, Claude (Mathias Laliberté), escapa de un orfanato y elige el estilo de vida nómade de los gitanos. Encuentra a su paso una caravana gitana, compuesta por una familia de veinte hombres, mujeres y niños, que decide adoptarlo. 
La caravana establece un campamento en las afueras de un pequeño pueblo vitivinícola, con el objetivo de buscar empleo ocasional en los viñedos y para vender sus productos. El pueblo, como era la tendencia entonces, está dividido en dos facciones: una da la bienvenida a los gitanos, mientras la otra los ve como una intromisión. El alcalde, Théodore Rosier (Marc Lavoine), quien también ejerce como veterinario, y Mademoiselle Lundi (Marie-Josée Croze), una profesora de escuela a la vez que funcionaria del ayuntamiento, pertenecen al sector amigable. Lundi procesa los pasaportes del grupo gitano, que era el medio utilizado entonces por la gendarmería francesa para controlar sus movimientos.
Posteriormente, cuando Rosier tiene un accidente fuera del pueblo, es rescatado por los gitanos, quienes tratan al alcalde con sus prácticas de curación tradicionales. Rosier devuelve el favor vendiéndoles la casa de su padre, en un intento por protegerlos de la policía fascista de encarcelar a las personas sin hogar. Lundi decide proveer educación formal a los niños gitanos, a quienes inscribe en la escuela; sin embargo, estos gestos amistosos no son bien recibidos por los gitanos, quienes aman la libertad y entienden la vida en un lugar fijo y la educación formal con reglas como una condición no mejor que el encarcelamiento.
Los nazis capturan no solo a los gitanos, sino también a Rosier y a Lundi, al acusarlos de ser miembros de la Resistencia francesa, y aparecen los campos de concentración.

## Premios
| Año  | Premio                                              | Categoría                                       | Obra                            | Resultado | Ref.        |
| ---- | --------------------------------------------------- | ----------------------------------------------- | ------------------------------- | --------- | ----------- |
| 2009 | Festival Internacional de Cine de Montreal          | Grand Prix of the Americas                      | Korkoro                         | Ganador   | [ 6 ] [ 7 ] |
| 2009 | Festival Internacional de Cine de Montreal          | Audience Award, International                   | Korkoro                         | Ganador   | [ 6 ]       |
| 2009 | Festival Internacional de Cine de Montreal          | Prize of the Ecumenical Jury - Mención especial | Korkoro                         | Ganador   | [ 6 ]       |
| 2010 | Festival international du film d'histoire de Pessac | Premio del público                              | Korkoro                         | Ganador   | [ 8 ]       |
| 2010 | MedFilm Festival                                    | Mención especial                                | Korkoro                         | Ganador   | [ 9 ]       |
| 2010 | The Time for Peace Film and Music Awards            | Mejor película y director                       | Tony Gatlif                     | Nominado  | [ 10 ]      |
| 2011 | Premios César                                       | Mejor música escrita para una película          | Tony Gatlif, Delphine Mantoulet | Nominado  | [ 11 ]      |